# Lewis Carroll
Lewis Carroll (pseudonimul lui Charles Lutwidge Dodgson; n. 27 ianuarie 1832, Daresbury⁠(d), Halton, Anglia, Regatul Unit al Marii Britanii și Irlandei – d. 14 ianuarie 1898, The Chestnuts⁠(d), Anglia, Regatul Unit al Marii Britanii și Irlandei)  a fost un prozator, matematician, logician, cleric  și fotograf englez.

## Biografie
Charles Lutwidge Dogdson s-a născut pe 27 ianuarie 1832 într-o familie cu 11 copii. Toți copiii erau stângaci și aveau probleme de vorbire. Din aceste motive, dar și pentru faptul că a crescut într-un mediu izolat, anglican și conservator, personalitatea lui Charles se va forma într-o modalitate cu totul ieșită din tipare.
Primii ani de școală i-a petrecut acasă. Încă de atunci a dovedit o inteligență deosebită: de la șapte ani putea citi o carte întreagă.
La 12 ani, a fost trimis la o școală particulară. În 1849 a intrat la Universitatea Oxford.
A murit la 14 ianuarie 1898 în Guildford.

## Opera literară
Într-o epocă victoriană în care erau la modă povestirile sentimentale, Lewis Carroll a creat o literatură pentru copii marcată de fantezie, umor absurd și satiră. Scrierile sale cele mai apreciate din acest domeniu sunt:
- Alice în Țara Minunilor (Alice`s Adventures in  Wonderland) (1865)
- Alice în Țara Oglinzilor (Through the Looking Glass) (1872)

Opera scriitorului cuprinde și un poem, The hunting of the Snark, publicat în 1876, precum și romanul fantastic Sylvie and Bruno („Silvia și Bruno”, 1893).

## Preocupări științifice
S-a ocupat cu filozofia, logica și matematica.
A ținut cursuri de matematică la Oxford și a scris tratate de algebră și de geometrie.
A introdus logica implicației stricte în matematică și a descoperit două paradoxuri logice.
A arătat că elementul demonstrativ în aritmetică prezintă o mare importanță pedagogică.
A inventat o masă de biliard circulară.
A perfecționat alfabetul numeric al lui Richard Grey din 1730.
Preocuparea sa pentru matematica recreativă este dovedită de numeroasele articole dedicate acestui subiect.
Îi plăceau jocurile de cuvinte.
A compus anagrame pentru numele diferiților oameni celebri.
A scris acrostihuri pe nume de fete, ghicitori, șarade.
Toate scrisorile sale către prieteni sunt pline de astfel de recreații.
Pentru două fetițe care nu aveau cu ce să își petreacă timpul, cu ocazia Crăciunului anului 1877, a inventat jocul Dubleții.

## Opera științifică
Printre lucrările sale din domeniul științific se numără: 
- 1896: Symbolic Logic and the Game of Logic;
- The Lewis Caroll Handbook (apărută la Oxford).

De asemenea, a publicat articole științifice în Memoria Technica.